# Bulbophyllum cleistogamum
Bulbophyllum cleistogamum là một loài phong lan thuộc chi Bulbophyllum.